# Antoine Jean Jacques Eugène Paulze d'Ivoy
Antoine Jean Jacques Eugène Paulze d'Ivoy (Bourges, 25 dicembre 1813 – Vendome, 10 marzo 1893) è stato un generale francese.

## Biografia
Figlio di Jean Paulze d'Ivoy, pari di Francia col titolo di barone e prefetto di Lione, e di sua moglie, la marchesa Agathe De La Poype, Antoine era fratello di Eugène Jacques Charles Paulze d'Ivoy, colonnello comandante del 1º reggimento degli zuavi pontifici.
Compì i propri studi all' Ecole de Saint-Cyr, venendo poi destinato al reggimento degli ussari dove in breve tempo raggiunse il grado di colonnello. Combatté nella seconda guerra d'indipendenza italiana nella battaglia di Magenta ed in quella di Solferino. Prese parte alla battaglia di Melegnano dove suo fratello rimase ferito a morte.
Il 5 febbraio 1855, sposò Denise Clémentine Clothilde De Peyronnet (1827-1855), da cui ebbe un figlio, Elie (1855-1922), che fu capitano di cavalleria nell'esercito francese.
Morì al castello di Courtiras, presso Vendôme, nel 1893.